# Baeoura
Baeoura is een geslacht uit de familie van de steltmuggen (Limoniidae).
Het geslacht werd oorspronkelijk opgericht door Charles Paul Alexander in 1924 als een ondergeslacht van Erioptera Meigen, 1803.
Het geslacht telt ongeveer 70 soorten wereldwijd. De meeste komen voor in de Oriëntaalse en Afrotropische gebieden. Het zijn kleine soorten, meestal niet langer dan 5 mm, met voelsprieten met vijftien geledingen; de eitjes zijn groot, zwart en glad. De onvolwassen stadia leven in water.

## Soorten
Deze lijst van 69 stuks is mogelijk niet compleet.
- B. acustyla (Alexander, 1964)
- B. advena (Alexander, 1928)
- B. afghanica (Alexander, 1955)
- B. aka (Alexander, 1969)
- B. alexanderi (Mendl and Tjeder, 1974)
- B. aliena (Alexander, 1924)
- B. angustilobata (Alexander, 1937)
- B. angustisterna (Alexander, 1966)
- B. armata (Mendl, 1985)
- B. bilobula (Alexander, 1966)
- B. bistela (Alexander, 1966)
- B. brevipilosa (Alexander, 1920)
- B. brumata (Wood, 1952)
- B. claripennis (Alexander, 1921)
- B. coloneura (Alexander, 1964)
- B. consocia (Alexander, 1935)
- B. consona (Alexander, 1936)
- B. convoluta (Alexander, 1931)
- B. cooksoni (Alexander, 1958)
- B. dicladura (Alexander, 1936)
- B. dihybosa (Alexander, 1964)
- B. directa (Kuntze, 1914)
- B. distans (Brunetti, 1912)
- B. ebenina (Stary, 1981)
- B. funebris (Alexander, 1927)
- B. furcella (Alexander, 1964)
- B. hemmingseni (Alexander, 1978)
- B. inaequiarmata (Alexander, 1953)
- B. irula (Alexander, 1966)
- B. laevilobata (Alexander, 1935)
- B. latibasis (Alexander, 1969)
- B. longefiligera (Mendl, 1986)
- B. longicalcarata (Wood, 1952)
- B. longiloba (Alexander, 1966)
- B. malickyi (Mendl and Tjeder, 1976)
- B. mediofiligera (Savchenko, 1984)

- B. naga (Alexander, 1966)
- B. nigeriana (Alexander, 1972)
- B. nigrolatera (Alexander, 1920)
- B. nigromedia (Edwards, 1927)
- B. nilgiriana (Alexander, 1951)
- B. obtusistyla (Alexander, 1969)
- B. palmulata (Alexander, 1966)
- B. perductilis (Alexander, 1938)
- B. pilifera (Edwards, 1927)
- B. platystyla (Alexander, 1966)
- B. pollicis (Alexander, 1958)
- B. primaeva (Alexander, 1957)
- B. producticornis (Alexander, 1960)
- B. pubera (Edwards, 1933)
- B. schachti (Mendl, 1986)
- B. schmidiana (Alexander, 1964)
- B. semicincta (Alexander, 1925)
- B. septentrionalis (Alexander, 1940)
- B. setosipes (Alexander, 1936)
- B. sternata (Alexander, 1964)
- B. sternofurca (Alexander, 1964)
- B. subnebula (Alexander, 1960)
- B. szadziewskii (Krzeminski and Stary, 1984)
- B. taprobanes (Alexander, 1966)
- B. tasmanica (Alexander, 1926)
- B. tonnoiri (Alexander, 1926)
- B. tricalcarata (Alexander, 1966)
- B. trichopoda (Alexander, 1930)
- B. trihastata (Alexander, 1949)
- B. triquetra (Alexander, 1958)
- B. trisimilis (Alexander, 1966)
- B. unistylata (Alexander, 1949)
- B. witzenbergi (Wood, 1952)